# 罗子薇
罗子薇（1967年—），铂会创始人，王子青年创业国际计划中国及亚太事务顾问，英国王后夏洛特宫廷舞会组织机构执行董事兼中国及亚太地区淑媛的资质评审。

## 社会活动
- 2017年1月11日参加“2017建行上海私人银行财富论坛”， 罗子薇在发言中表示，物质财产总有消散的一天，只有良好教育所带来的精神财富是可以永续传承下去的人生最大的财富。她特别认同张军说的快乐，她认为她的快乐是一种自我实现。现在她追求的是，把精力和经验积累分享给这些家庭和孩子们的同时获得的自我实现。[2]
- 2016年11月参加“2016诺亚财富钻石年会分论坛”，在论坛中罗子薇认为未来国际化精英人才将引领全球财富流向，而延展教育经历将是留学生通往精英道路上一段不可或缺的阶梯。[3]

## 家庭成员
儿子吴比，2007成为中国内地第一位考取英国贵族学校伊顿公学国王奖学金的学生，遂携子赴英国求学，开启全职母亲生涯，并随后投身英国慈善事业。